# Varanus beccarii
Espèce
Synonymes
- Monitor beccarii Doria, 1874
- Varanus prasinus beccarii (Doria, 1874)

Statut CITES
Le Varan noir, Varanus beccarii, est une espèce de sauriens de la famille des Varanidae.

## Répartition
Cette espèce est endémique des îles Aru dans l'archipel des Moluques en Indonésie.

## Habitat
Elle habite principalement les forêts humides et les mangroves.

## Description

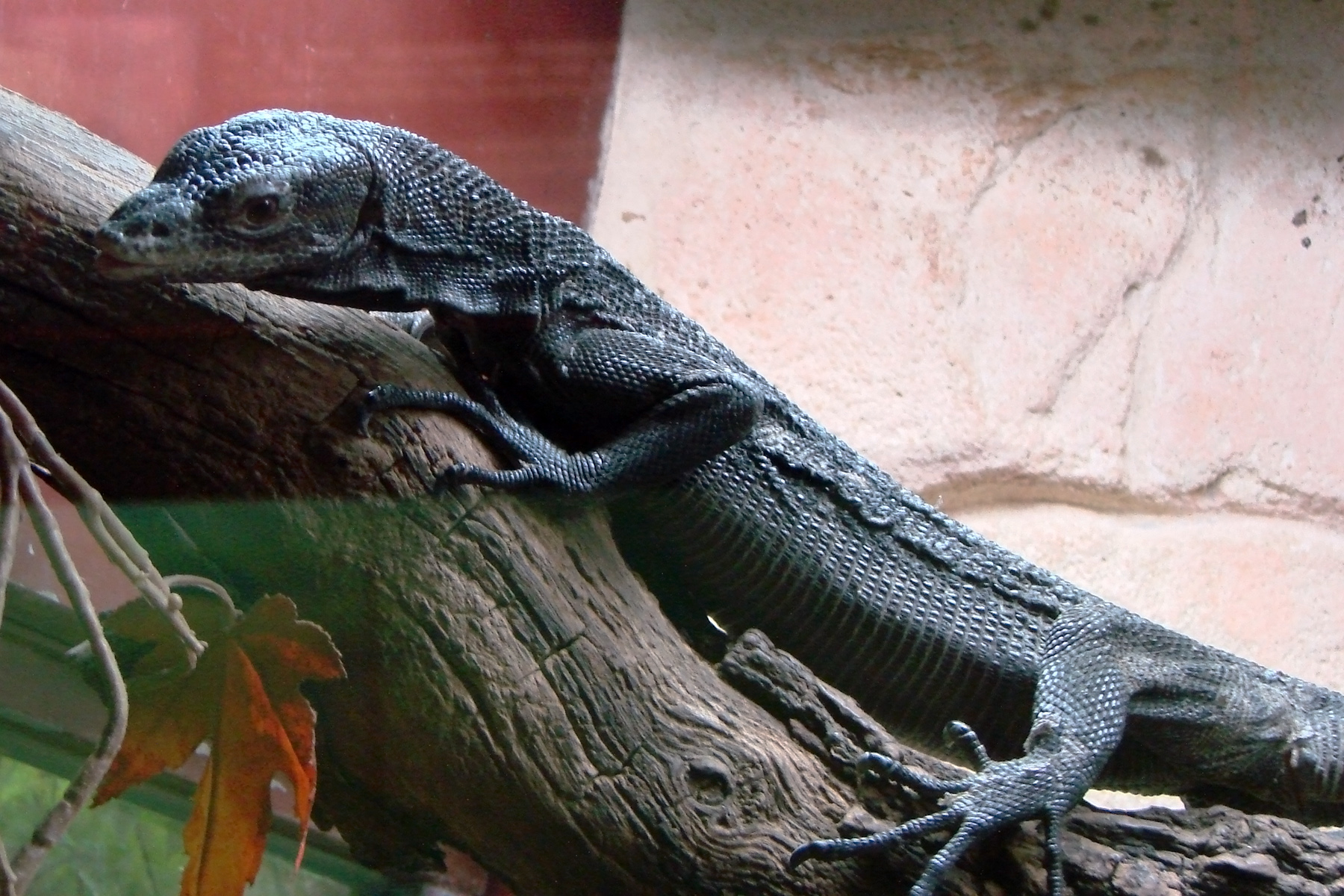

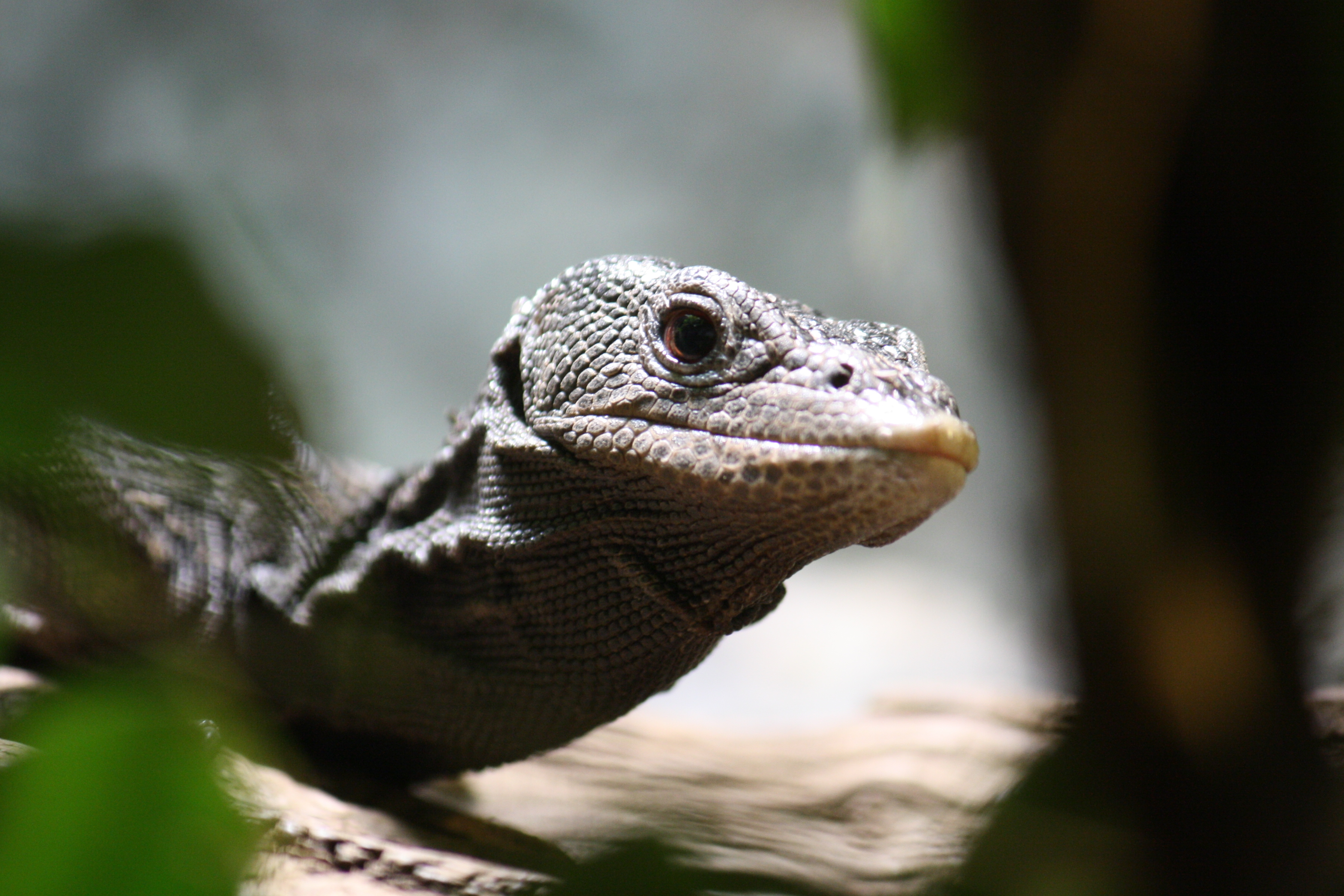

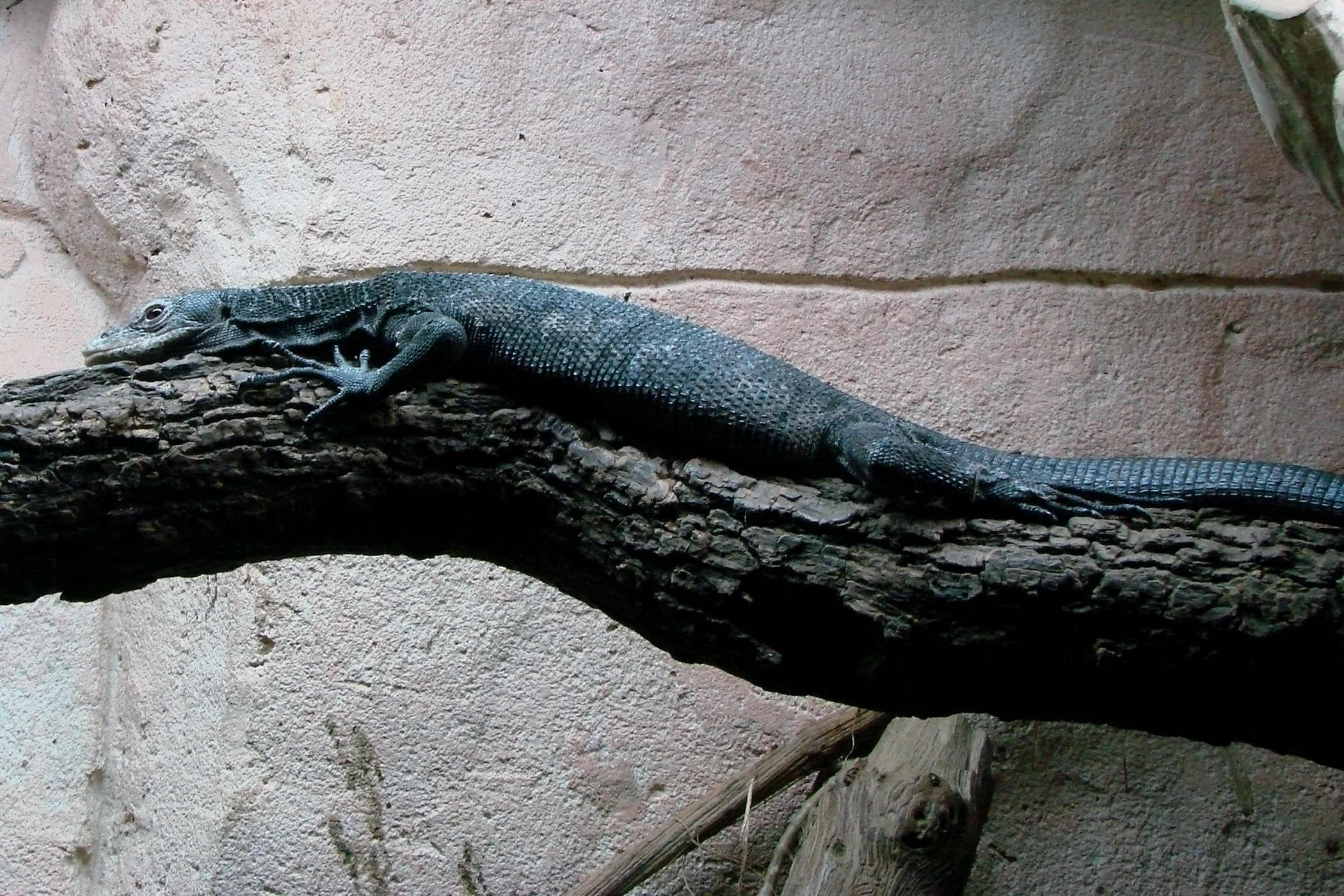

Nouveau-nés et des jeunes sont de couleur gris foncé, avec des lignes de points de couleur jaune-vert particulièrement bien visibles sur le dos. Lorsqu'ils atteignent l'âge adulte ils deviennent complètement noirs. Adultes, les spécimens peuvent atteindre 90 à 120 cm de longueur avec les mâles un peu plus grands que les femelles.
Ils sont bien adaptés pour vivre dans les arbres. La queue est très longue, atteignant parfois les deux tiers de la longueur du corps et est utilisée comme moyen de préhension pour se stabiliser dans les branches. Elle est utilisée uniquement à cette fin l'animal ne s'en servant pas comme élément de défense, comportement observé chez d'autres espèces de varans. Ses pieds sont équipés de grandes griffes et de soles adhésives qui l'aident à  se maintenir dans les arbres. Il a également de longues dents, inhabituelles pour un varan de sa taille, qui l'aident à maintenir ses proies attrapées dans la canopée. Ils ont la réputation d'être nerveux et aux aguets dans la nature. Ils fuiront s'ils se sentent menacés et si on les manipule sans soin ils griffent, mordent et défèquent sur leur prédateur.
Ils sont carnivores, se nourrissant d'insectes, de petits lézards et de petits mammifères tels que les musaraignes. Ils peuvent également se nourrir de scorpions, d'œufs et d'oisillons. Ils sont eux-mêmes la proie de plus gros varans, des serpents ainsi que des renards qui ont été introduits dans la région. Ils sont chassés par l'homme.

## Étymologie
Son nom vernaculaire est liée à sa couleur totalement noire. Son nom scientifique vient de l'explorateur italien Odoardo Beccari qui a collecté les spécimens types.

## Conservation
Varanus beccarii n'est pas sur la liste rouge de l'UICN, mais il est vulnérable par la perte de son habitat en raison de son aire de répartition restreinte. Il est également populaire dans le commerce d'animaux de compagnie, avec la plupart des spécimens capturés dans la nature parce qu'il a besoin de beaucoup de place pour se reproduire en captivité.

## Publication originale
- Doria, 1875 "1874" : Enumerazione dei rettili raccolti dal Dott. O. Beccari in Amboina, alle Isole Aru ed alle Isole Kei durante gli Anni 1872-73. Annali del Museo Civico di Storia Naturale di Genova, vol. 6, p. 325-357 (texte intégral).